# Werner Junker
Werner Junker  (* 5. November 1902 in Kiel; † 3. Januar 1990 in Bad Kissingen) war ein deutscher Botschafter.

## Leben
Werner Junker studierte in Freiburg, Königsberg und Kiel Rechts- und Staatswissenschaften und schloss sein Studium 1924 mit dem ersten juristischen Staatsexamen ab. Im selben Jahr wurde er zum Doktor der Rechte promoviert. Nach einer zweijährigen kaufmännischen Tätigkeit in Shanghai trat er 1927 in den auswärtigen Dienst und legte am 21. Dezember 1929 die diplomatisch-konsularische Prüfung ab.
Ab 1. September 1930 wurde er in der Abteilung III (Britisches Reich, Amerika, Orient) des Auswärtigen Amtes in der Wilhelmstraße (Berlin-Mitte) beschäftigt. Am 28. Februar 1931 wurde er zum Gesandten in Peking berufen, war aber von 1931 bis 1933 als Attaché in Wien. Mit Dienstantritt am 11. April 1933 bis 13. März 1935 sowie vom 14. Juli bis 26. Oktober 1934 wurde er entsprechend einer kommissarischen Beschäftigung beim persönlichen Vertreter des Gesandten in Nanking besoldet. Am 26. Mai 1934 wurde er zum Legationssekretär befördert. Junker trat zum 1. August 1935 in die NSDAP ein (Mitgliedsnummer 2.549.901). Am 15. März 1935 war sein Dienstantritt beim Generalkonsulat in Shanghai. Bis 12. November 1935 werden seine Aufgaben mit kommissarischer Beschäftigung beschrieben. Am 13. November 1935 war sein Dienstantritt bei der Botschaft in Nanking, wo er bis 20. April 1937 als Presseleiter der NSDAP/AO in China fungierte. Am 6. September 1937 wurde er ins Auswärtige Amt berufen, wo er mit Dienstantritt am 29. November 1937 in der handelspolitischen Abteilung beschäftigt wurde. Von Frühjahr 1938 bis 1. Januar 1941 wurde er in der wirtschaftspolitischen Abteilung des Referates III/Südost-Europa (Italien, Naher Osten) beschäftigt. Ab 27. November 1939 leitete er das Referat IVb Italien einschließlich Kolonien, Äthiopien, Albanien und Rumänien. Am 20. April 1939 wurde er zum Legationsrat und am 8. Mai 1941 zum Legationsrat erster Klasse befördert. Am 14. Dezember 1943 wurde er zum vortragenden Legationsrat in der Handelspolitischen Abteilung befördert. Von 21. Dezember 1943 bis 8. Mai 1945 als war er Mitarbeiter beim Sonderbevollmächtigten des Auswärtigen Amtes für den Südosten in Belgrad, Hermann Neubacher tätig.
Über seine Entnazifizierung ist nichts bekannt. Von 1945 bis 1947 weist ihn sein Lebenslauf als Waldarbeiter aus. Von 1947 bis 1951 war er als Referent in der Senatskanzlei der Hansestadt Hamburg beschäftigt. 1951 wurde er vom Auswärtigen Amt eingestellt und 1956 mit der Leitung der Unterabteilung 41 Handelspolitische Beziehungen zu fremden Staaten, betraut.
Im Juli 1956 trat Junker die Nachfolge des damaligen Botschafters in Argentinien Hermann Terdenge an. Hier setzte er sich vielfach für nach Argentinien geflohene Vertreter des deutschen NS-Staats ein.
Der Familie des ehemaligen Leiters des „Judenreferats“ Adolf Eichmann stellte die Botschaft unter Junker gültige deutsche Pässe aus und verschwieg diesen Umstand der Bonner Zentrale. Auch hatte den 1958 erhaltenen Hinweis des Kölner Bundesamts für Verfassungsschutz ignoriert, dass Eichmann in Argentinien untergetaucht sei.
Auch setzte er sich im August 1958 bei bundesdeutschen Regierungsstellen für eine Einstellung des Auslieferungsverfahrens gegen den in Argentinien ansässigen ehemaligen deutschen Diplomaten Karl Klingenfuß ein.
Junker berichtete am 29. November 1961 in einem Brief detailliert vom Hörensagen über den nach Argentinien geflohenen NS-Propagandisten Willem Sassen. Der Autor des Kapitels Die Vergangenheit als außenpolitische Herausforderung in Das Amt und die Vergangenheit, Deutsche Diplomaten im dritten Reich und in der Bundesrepublik, schließt aus Ton und Inhalt des Briefes, „dass Junker mit den Lebensumständen von Sassen recht gut vertraut war und durchaus mit ihm sympathisierte“.
Die Staatsanwaltschaft Stuttgart wandte sich 1962 im Fall des ehemaligen Ghetto- und Lagerkommandanten Josef Schwammberger an Junker mit der Bitte, Informationen über dessen Aufenthalt in Argentinien zu überprüfen. Junker konnte Schwammberger offiziell nicht aufspüren (obwohl ihm der Aufenthaltsort bekannt war) und nannte Argumente gegen eine Auslieferung.
Von 1963 bis 1967 war er deutscher Botschafter in Südafrika.